# 차신 (드라마)
차신(영어: Fast Track Love 패스트 트랙 러브[*], 중국어 간체자: 车神, 정체자: 車神, 병음: Chē shén 처선[*])은 홍콩의 유대기 감독, 조미, 육의, 이위, 안이헌 주연의 TV 드라마이다.
영화 《타임 투 러브》로 인기를 모았던 조미와 육의 커플이 다시 출연하여 화제를 모았다. 중국 남부 주하이가 주 촬영지이며 마카오에서 촬영이 진행되기도 하였다. 카레이싱을 주제로 기획된 드라마로, 제작 당시 조미의 최고 출연료 소식과 조미와 육의 등 주연배우의 열애설로 관심을 끌었다.

## 등장 인물
- 천샤오샤오 - 자오웨이
- 장지샹 - 륙의
- 레이쥔충 - 이웨이
- 어우양첸 - 안이쉬안